# On the Sunday of Life…
| Оценки критиков | Оценки критиков |
| Источник        | Оценка          |
| --------------- | --------------- |
| Allmusic        | [ 1 ]           |

On the Sunday of Life… (с англ. — «В воскресенье жизни») — дебютный альбом британской прогрессив-рок-группы Porcupine Tree, выпущенный в июле 1992 года.
Он включает в себя треки, которые Стивен Уилсон спродюсировал и записал для двух кассетных релизов — Tarquin's Seaweed Farm (1989) и The Nostalgia Factory (1991). Оставшаяся часть композиций из этих релизов была выпущена тремя годами позже на сборнике Yellow Hedgerow Dreamscape.
Большая часть лирики была написана Аланом Даффи, школьным другом Стивена Уилсона, с которым он потерял связь несколькими годами ранее релиза этого альбома. 
Название альбома было выбрано из длинного списка бессмысленных названий, собранного Ричардом Алленом из компании Delerium Records[прояснить].

Небольшой тираж в 1000 копий с делюкс-обложкой[неизвестный термин] был выпущен в начале 1992 года.
Со временем альбом был продан в количестве более 20 тыс. копий.
Версия «Radioactive Toy», представленная в альбоме, была перезаписана. Оригинальная версия была выпущена позже в Yellow Hedgerow Dreamscape. Кроме того, версии «The Nostalgia Factory», «Queen Quotes Crowley» и «This Long Silence», представленные в этом альбоме, короче примерно на минуту.

## Список композиций
Вся музыка написана Стивеном Уилсоном, вся лирика написана Аланом Даффи, исключая «Radioactive Toy» за авторством Уилсона.
| №  | Название                | Длительность |
| -- | ----------------------- | ------------ |
| 1. | «Music for the Head»    | 2:42         |
| 2. | «Jupiter Island»        | 6:12         |
| 3. | «Third Eye Surfer»      | 2:50         |
| 4. | «On the Sunday of Life» | 2:07         |
| 5. | «The Nostalgia Factory» | 7:28         |

| №  | Название                                 | Длительность |
| -- | ---------------------------------------- | ------------ |
| 6. | «Space Transmission»                     | 2:59         |
| 7. | «Message from a Self-Destructing Turnip» | 0:27         |
| 8. | «Radioactive Toy»                        | 10:00        |
| 9. | «Nine Cats»                              | 3:53         |

| №   | Название                               | Длительность |
| --- | -------------------------------------- | ------------ |
| 10. | «Hymn»                                 | 1:14         |
| 11. | «Footprints»                           | 5:56         |
| 12. | «Linton Samuel Dawson»                 | 3:04         |
| 13. | «And the Swallows Dance Above the Sun» | 4:05         |
| 14. | «Queen Quotes Crowley»                 | 3:48         |

| №   | Название                           | Длительность |
| --- | ---------------------------------- | ------------ |
| 15. | «No Luck with Rabbits»             | 0:46         |
| 16. | «Begonia Seduction Scene»          | 2:14         |
| 17. | «This Long Silence»                | 5:05         |
| 18. | «It Will Rain for a Million Years» | 10:51        |

## Участники записи
| Porcupine Tree - Стивен Уилсон — вокал, все остальные инструменты | Приглашённые участники - Джон Маршалл — барабаны на «Third Eye Surfer» - Соломон Ст. Джемейн — дополнительная гитара и голос в «Queen Quotes Crowley» - Master Timothy Masters — гобой |